# Jeff Blackett
Jeff Blackett , né le 20 mai 1955, est un ancien juge britannique et officier de la Royal Navy ayant le grade de Commodore. Il est juge-avocat général des forces armées (en), de 2004 à 2020. Parmi les affaires qu'il a présidées figure celle du Marine A (en). Jeff Blackett est critiqué par la Commission de révision des affaires criminelles (CCRC) pour avoir condamné le sergent Alexander Blackman à une peine de prison à vie pour meurtre, car il n'a pas donné à la commission la possibilité de prononcer une peine moins lourde d'homicide involontaire. La condamnation pour meurtre d'Alexander Blackman est finalement annulée, en 2017, après un appel couronné de succès. 
Dans une précédente affaire très médiatisée, Jeff Blackett préside également, en 2013, le nouveau procès du sergent Danny Nightingale (en). Le premier procès du sergent Nightingale, en 2012, s'est soldé par une condamnation pour possession d'une arme illégale et une peine de 18 mois de détention au Centre militaire de formation corrective. Après une campagne publique et un débat à la Chambre des communes au cours duquel plusieurs députés ont demandé la libération de Nightingale, la condamnation résultant du plaidoyer de culpabilité de Nightingale est annulée par la Cour d'appel de la cour martiale et un nouveau procès est ordonné. Blackett déclare qu'il souhaitait imposer une peine privative de liberté immédiate. Il avait cependant les mains liées par la décision précédente de la Cour d'appel de la cour martiale selon laquelle le sergent Nightingale ne devait pas être maintenu en détention plus longtemps.
Il a également été Senior Circuit Judge (en) de 2005 jusqu'à sa retraite en 2020. 
Jeff Blackett a également été chef du service disciplinaire de la Fédération anglaise de rugby à XV (RFU) et a mené une enquête sur le scandale du Bloodgate. Il est le président de la RFU pour la saison 2020-2021. 